# Wolfsfeld (Kastl)
Wolfsfeld ist ein Ortsteil des Marktes Kastl im oberpfälzer Landkreis Amberg-Sulzbach von Bayern. 

## Lage
Das Kirchdorf befindet sich in der Region Oberpfälzer Jura und liegt in der gleichnamigen Gemarkung ca. 4,5 km nördlich von Kastl.  Wolfsfeld selbst ist einer von 39 Ortsteilen des Marktes Kastl.

## Geschichte
Walhesfeld (Wolfsfeld) wird in einer Stiftung von Abt Wernhardus von Kloster Kastl im Jahr 1221 erwähnt. Die Ortskapelle St. Laurentius in Wolfsfeld stammt von 1705. Wolfsfeld wurde mit dem bayerischen Gemeindeedikt von 1818 eine selbständige Gemeinde mit den Teilorten
- Wolfsfeld
- Allmannsfeld
- Dettnach
- Drahberg
- Ehringsfeld (seit 1. Juli 1972 bei Ursensollen)
- Giggelsberg
- Hainhof

Im Zuge der Gebietsreform in Bayern wurde am 1. Juli 1972 die Gemeinde Wolfsfeld in den Markt Kastl eingegliedert.